# 高穀
高穀（1391年—1460年），字世用，直隸興化县人。明朝政治人物，歷仕永樂、洪熙、宣德、正統、景泰五朝。

## 生平
永樂十三年（1415年）乙未科進士，選庶吉士，任中書舍人。仁宗即位，改春坊司直郎，不久，迁翰林院侍讲。英宗即位，經楊士奇推薦，侍講讀。正統十年（1445年），进工部右侍郎，入內閣參與機務。景泰初，升任工部尚書，兼翰林学士。景泰二年，进少保、东阁大学士。後加太子太傅。七年，进谨身殿大学士，仍兼東閣大學士。英宗復辟後，賜其金帛等令致仕。天順四年（1460年）正月卒。成化初年，贈太保，諡文義。《明史》有傳。

## 遺跡
高穀故居門前原建有“益恭坊”，毀於文化大革命期間。

## 延伸阅读
[在维基数据编辑]
 《明史卷一百六十九》，出自《明史》
 《國朝獻徵錄·卷之十三》，出自焦竑《國朝獻徵錄》